# Corus monodi
Corus monodi är en skalbaggsart som beskrevs av Pierre Lepesme och Stefan von Breuning 1953. Corus monodi ingår i släktet Corus och familjen långhorningar. Inga underarter finns listade i Catalogue of Life.